# شينيكت
شينيكت ( تعني في اللغة الصينية المبسطة: نجوم التكنولوجيا في الصين -حرفياً تعنى "نجوم التقنية في الصين") وهو مؤتمر يتضمن الهاكاثون الذي يركز على الابتكار النكنولوجي وريادة الأعمال بالصين. تشينيكت يحدث مرة واحدة في السنة في نهاية شهر مايو في بكين في حديقة العلوم بجامعة تسينغهوا.